# Какка

Какка (в.-пандж. ਕੱਕਾ), ਕ — шестая буква алфавита гурмукхи, которая обозначает:
- глухой велярный взрывной согласный /k/ (на конце слова, в сочетании с символами для обозначения гласных)

Примеры:
ਦਾਕ [ɖaːk] — почта
ਕੀ [kiː] — что
ਕੌਣ [kauɳ] — кто
- сочетание этого согласного (/k/) с кратким гласным /a/ (при отсутствии других символов для обозначения гласных)

Примеры:
ਕਮਰਾ [kamraː] — комната